# Séricorne de l'Atherton
Sericornis keri
Espèce
Statut de conservation UICN

 LC  : Préoccupation mineure
Le Séricorne de l'Atherton (Sericornis keri) est une espèce de passereaux de la famille des Acanthizidae.